# Рудник Коскудук
Рудник Коскудук – гірничодобувне підприємство у Абайській області Казахстану, яке здійснювало розробку однойменного золоторудного родовища.
Наприкінці 2000-х років зареєстрована у США компанія Frontier Mining вирішила перенести свою діяльність у східному Казахстані рудника Найманжал, який не виправдав очікувань, на родовище Коскудук (очікувалось, що запаси останнього становлять 5,6 тон золота). За шість місяців тут змонтували обладнання для вилужнювання і влітку 2010-го виплавили перший зливок сплаву Доре, а всього до кінця року отримали 0,13 тони золота та 0,35 тони срібла.
Розробка велась відкритим способом із зупинкою на період зимових холодів. У квітні 2011-го роботи на Коскудук відновили, проте вже в червні того ж року припинили через нерентабельність. Компанія списала на збитк невідшкодовані капітальні затрати в обсязі 6,6 млн доларів США (при цьому 3,3 млн доларів США складала вартість обладнання, переклсифікованого в утримуване для продажу).
Можливо відзначити, що в той же період Frontier Mining узялась і за проект розробки родовища Бенкала в Актюбінській області, проте у підсумку в середині 2010-х збанкрутувала.